# Далеки (серия)
Далеки (англ. The Daleks), также известна как Мутанты (англ. The Mutants) и Мёртвая планета (англ. The Dead Planet) — вторая серия британского научно-фантастического телесериала «Доктор Кто», состоящая из семи эпизодов, которые были показаны в период с 21 декабря 1963 по 1 февраля 1964 года. В этой серии впервые появляются злейшие враги Доктора — далеки.

## Синопсис
Доктор заинтересован планетой, на которую попадает ТАРДИС. Остался ли здесь кто-нибудь, переживший ядерную войну? Берегитесь, от них не сбежать!

## Сюжет

### Эпизод 1. Мёртвая планета
Доктор со спутниками прибывают на неизвестную им планету. Они обнаруживают город. Доктор намеревается пойти туда, но спутники останавливают его. Они хотят поскорее убраться отсюда. На обратном пути к ТАРДИС Сьюзен отстаёт от Доктора, Яна и Барбары. В лесу ей кажется, что кто-то тронул её за плечо. Когда Сьюзен возвращается в ТАРДИС, ей никто не верит. Неожиданно что-то стучится в дверь корабля, но на сканере никого нет. Ян и Барбара начинают уговаривать Доктора уехать отсюда, но он утверждает, что запас ртути в ТАРДИС закончился, а без неё им не уехать. Единственное место, где, возможно, есть ртуть — город за лесом. Выходя из ТАРДИС, спутники обнаруживают около неё флаконы со странной жидкостью, наверняка оставленные существом, стучавшим в дверь. Придя в город, путешественники расходятся. Барбара следует по длинным коридорам. Двери за ней постоянно закрываются. Когда она понимает, что оказалась в ловушке — появляется далек.

### Эпизод 2. Выжившие
Доктор, Ян и Сьюзен приходят в комнату, полную разных машин. Там Доктор обнаруживает счётчик Гейгера, который показывает большой уровень радиации на планете. Доктор признаётся, что ртуть им не нужна и она у него уже есть. Он отдаёт флакончик с ртутью Яну. Доктор утверждает, что здесь находиться опасно и им надо немедленно вернуться в ТАРДИС. Но Ян настаивает на том, что сначала нужно найти Барбару. Но тут в комнату врываются далеки. Ян пытается бежать, но один из далеков парализует ему ногу. Далеки запирают спутников, там их уже ждёт Барбара. Далеки вызывают Доктора к себе и допрашивают его. Они объясняют, что воевали с другим народом — талами. Во время войны взорвалась нейтронная бомба, что привело к мутации обеих рас. Теперь далеки не могут покидать свой металлический город. Доктор убеждает далеков, что они все будут умирать от лучевой болезни, если не используют лекарства. Далеки разрешают одному из пленников пойти в ТАРДИС и принести лекарства. Доктор и Барбара слишком слабы, а у Яна парализована нога, поэтому спутники отправляют Сьюзен.

### Эпизод 3. Побег
Вне ТАРДИС Сьюзен встречает Алидона. Он является талом. Он не мутировал, как далеки, а остался похож на человека. Алидон удивлён, что далеки ещё живы. Его народ считал, что они погибли после нейтронной войны. Алидон утверждает, что далекам нельзя доверять, и даёт Сьюзен ещё один комплект лекарств. Сьюзен возвращается в город и говорит далекам, что талы хотят мира. Далеки соглашаются с этим, но на самом деле они готовят план мести. В это время Доктор со спутниками принимает лекарства и оправляется от лучевой болезни. В комнату заходит далек. Путешественники берут грязь с ботинок Сьюзен и залепляют ей глаз Далека. Ян забирается внутрь корпуса далека.

### Эпизод 4. Засада
Далеки гонятся за Доктором и его спутниками. Им удаётся сбежать от врагов на лифте. Путешественники смотрят в окно и видят талов, которые пришли к городу, чтобы примириться с далеками. Путники кричат им, что это засада, но талы не слышат их. Путешественники спускаются на улицу, чтобы предупредить талов. В это время далеки окружают и убивают их лидера. Оставшиеся талы и Доктор со спутниками уходят в лагерь талов. Там одна из талов, Диона, рассказывает Доктору об истории планеты. Когда-то далеки назывались каледами и были похожи на талов, но после нейтронной войны мутировали. Ян уговаривает талов бороться с каледами, но Доктор предлагает им уйти. Но, ко всеобщему ужасу, путники узнают, что не могут. Далеки забрали флакончик с ртутью у Яна при обыске, и он остался в городе.

### Эпизод 5. Экспедиция
Талы решаются помочь путешественникам в поисках ртути. Спутники делятся на две группы: Ян и Барбара пойдут в обход, через болота, заселённые мутантами, а Доктор и Сьюзен пойдут напрямик к городу и будут выступать в качестве приманки. В это время далеки начинают вымирать от принятого ими лекарства. Они понимают, что приспособились к радиации, и решают увеличить её количество на Скаро, взорвав ещё одну нейтронную бомбу. В это время Ян, Барбара с талами останавливаются у болота. Они слышат, как Элион, один из талов, начинает кричать. Все прибегают на место и видят ужасную картину: болотный монстр тянет Элиона на дно.

### Эпизод 6. Испытание
Элион мёртв, но путникам надо продолжать идти. В это время Верховному далеку сообщают, что подготовка нейтронной бомбы займёт 23 дня. Это слишком долго, и далеки решают взорвать свои ядерные реакторы. Доктор и Сьюзен разрушают некоторые компьютеры далеков. Но тут поднимается тревога, далеки окружают путников и берут в плен. Ян, Барбара и талы идут через пещеры. Перед ними встаёт огромная пропасть, которую надо перепрыгнуть. Путники преодолевают пропасть, но один из талов срывается и падает вниз.

### Эпизод 7. Спасение
Далеки приводят Доктора и Сьюзен в комнату управления. В это время к городу подходит группа Яна и Барбары, и они решают освободить Доктора. Вместе они разрушают источники питания далеков и предотвращают взрыв. Далеки становятся неподвижными и вскоре умирают. Доктор, Ян, Барбара и Сьюзен возвращаются в лагерь талов вместе с ртутью. Талы благодарят путников, и они прощаются. ТАРДИС дематериализуется, но тут консоль корабля взрывается и путешественники падают на пол.

## Производство
Первые съёмки, в основном видов города и моделей, проводились без участия актёров в течение недели начиная с 28 октября 1963 года. 11 ноября начались репетиции актёров, а 15 ноября команда приступила к еженедельной записи серий. Когда выяснилось, что на плёнку с записью первого эпизода попали закадровые голоса из наушников ассистентов, его пришлось перезаписывать. Эпизод был перезаписан 6 декабря, что повлекло недельный сдвиг в записи эпизодов с четвёртого по седьмой. Последний эпизод был записан 10 января 1964 года.

## Трансляции и отзывы
| Эпизод            | Дата показа     | Продолжительность | Телезрители (в миллионах) | Archive  |
| ----------------- | --------------- | ----------------- | ------------------------- | -------- |
| «Мёртвая планета» | 21 декабря 1963 | 24:22             | 6,9                       | 16mm t/r |
| «Уцелевшие»       | 28 декабря 1963 | 24:27             | 6,4                       | 16mm t/r |
| «Побег»           | 4 января 1964   | 25:10             | 8,9                       | 16mm t/r |
| «Засада»          | 11 января 1964  | 24:37             | 9,9                       | 16mm t/r |
| «Экспедиция»      | 18 января 1964  | 24:31             | 9,9                       | 16mm t/r |
| «Испытание»       | 25 января 1964  | 26:14             | 10,4                      | 16mm t/r |
| «Спасение»        | 1 февраля 1964  | 22:24             | 10,4                      | 16mm t/r |
| [ 4 ] [ 5 ] [ 6 ] |                 |                   |                           |          |